# Dryophiops
Genre
Dryophiops est un genre de serpents de la famille des Colubridae.

## Répartition
Les espèces de ce genre se rencontrent en Asie du Sud-Est, de la Thaïlande à l'Indonésie.

## Liste des espèces
Selon The Reptile Database (11 déc. 2011) :
- Dryophiops philippina Boulenger, 1896
- Dryophiops rubescens (Gray, 1835)

## Publication originale
- Boulenger, 1896 : Catalogue of the snakes in the British Museum. London, Taylor & Francis, vol. 3, p. 1-727 (texte intégral).